# Schmogrow-Fehrow
Schmogrow-Fehrow (in lusaziano inferiore Smogorjow-Prjawoz) è un comune di 809 abitanti del Brandeburgo, in Germania.

Appartiene al circondario della Sprea-Neiße ed è parte della comunità amministrativa di Burg.

## Geografia antropica

### Suddivisioni amministrative
Il territorio comunale comprende 2 centri abitati (Ortsteil):
- Schmogrow / Smogorjow
- Fehrow / Prjawoz